# IC 3636
IC 3636 — галактика типу *2 (подвійна зірка) у сузір'ї Волосся Вероніки.
Цей об'єкт міститься в оригінальній редакції індексного каталогу.